# Crystal Kelly Turnier 2001
Die Crystal Kelly Trophy 2001 war die 8. Auflage dieses Einladungsturniers, das seit 1994 jährlich bis 2011 in der Disziplin Dreiband der Billardvariante Karambolage ausgetragen wurde. Sie fand vom 4. bis zum 10. Juni 2001 in Monte-Carlo statt.

## Spielmodus
Das Turnier wurde im Round-Robin-Modus mit acht Teilnehmern ausgetragen.

## Turnierkommentar
Sieger wurde der Niederländer Dick Jaspers.

## Ergebnisse
| Name              | PP | Pkte | Aufn | GD    | HS |
| ----------------- | -- | ---- | ---- | ----- | -- |
| Semih Saygıner    | 1  | 50   | 29   | 1,724 | 8  |
| Marco Zanetti     | 1  | 50   | 29   | 1,724 | 8  |
| Dion Nelin        | 2  | 50   | 21   | 2,380 | 18 |
| Frédéric Caudron  | 0  | 43   | 21   | 2,047 | 13 |
| Dick Jaspers      | 2  | 50   | 26   | 1,923 | 6  |
| Frans van Kuijk   | 0  | 37   | 26   | 1,423 | 7  |
| Torbjörn Blomdahl | 2  | 50   | 27   | 1,851 | 8  |
| Raymond Ceulemans | 0  | 26   | 27   | 0,962 | 3  |

| Name              | PP | Pkte | Aufn | GD    | HS |
| ----------------- | -- | ---- | ---- | ----- | -- |
| Torbjörn Blomdahl | 2  | 50   | 18   | 2,777 | 11 |
| Frans van Kuijk   | 0  | 33   | 18   | 1,833 | 10 |
| Semih Saygıner    | 2  | 50   | 28   | 1,785 | 8  |
| Frédéric Caudron  | 0  | 46   | 28   | 1,642 | 7  |
| Raymond Ceulemans | 2  | 50   | 20   | 2,500 | 10 |
| Dion Nelin        | 0  | 31   | 20   | 1,550 | 6  |
| Dick Jaspers      | 2  | 50   | 30   | 1,666 | 7  |
| Marco Zanetti     | 0  | 39   | 30   | 1,300 | 7  |

| Name              | PP | Pkte | Aufn | GD    | HS |
| ----------------- | -- | ---- | ---- | ----- | -- |
| Semih Saygıner    | 2  | 50   | 24   | 2,083 | 10 |
| Dion Nelin        | 0  | 27   | 24   | 1,125 | 6  |
| Raymond Ceulemans | 2  | 50   | 20   | 2,500 | 10 |
| Frans van Kuijk   | 0  | 39   | 20   | 1,950 | 5  |
| Dick Jaspers      | 2  | 50   | 29   | 1,724 | 7  |
| Frédéric Caudron  | 0  | 43   | 29   | 1,482 | 10 |
| Marco Zanetti     | 2  | 50   | 22   | 2,272 | 7  |
| Torbjörn Blomdahl | 0  | 33   | 22   | 1,500 | 8  |

| Name              | PP | Pkte | Aufn | GD    | HS |
| ----------------- | -- | ---- | ---- | ----- | -- |
| Torbjörn Blomdahl | 2  | 50   | 24   | 2,083 | 10 |
| Frédéric Caudron  | 0  | 29   | 24   | 1,208 | 7  |
| Raymond Ceulemans | 2  | 50   | 27   | 1,851 | 7  |
| Marco Zanetti     | 0  | 49   | 27   | 1,814 | 11 |
| Dick Jaspers      | 2  | 50   | 26   | 1,923 | 10 |
| Dion Nelin        | 0  | 44   | 26   | 1,692 | 11 |
| Semih Saygıner    | 2  | 50   | 30   | 1,666 | 8  |
| Frans van Kuijk   | 0  | 35   | 30   | 1,166 | 8  |

| Name              | PP | Pkte | Aufn | GD    | HS |
| ----------------- | -- | ---- | ---- | ----- | -- |
| Frédéric Caudron  | 2  | 50   | 25   | 2,000 | 8  |
| Marco Zanetti     | 0  | 47   | 25   | 1,880 | 7  |
| Dion Nelin        | 2  | 50   | 21   | 2,380 | 14 |
| Frans van Kuijk   | 0  | 42   | 21   | 2,000 | 9  |
| Raymond Ceulemans | 2  | 50   | 31   | 1,612 | 5  |
| Semih Saygıner    | 0  | 47   | 31   | 1,516 | 7  |
| Dick Jaspers      | 2  | 50   | 23   | 2,173 | 9  |
| Torbjörn Blomdahl | 0  | 23   | 23   | 1,000 | 3  |

| Name              | PP | Pkte | Aufn | GD    | HS |
| ----------------- | -- | ---- | ---- | ----- | -- |
| Dion Nelin        | 2  | 50   | 30   | 1,666 | 8  |
| Torbjörn Blomdahl | 0  | 35   | 30   | 1,166 | 6  |
| Marco Zanetti     | 2  | 50   | 32   | 1,562 | 9  |
| Frans van Kuijk   | 0  | 48   | 32   | 1,500 | 8  |
| Frédéric Caudron  | 2  | 50   | 28   | 1,785 | 8  |
| Raymond Ceulemans | 0  | 34   | 28   | 1,214 | 6  |
| Dick Jaspers      | 1  | 50   | 30   | 1,666 | 9  |
| Semih Saygıner    | 1  | 50   | 30   | 1,666 | 5  |

| Name              | PP | Pkte | Aufn | GD    | HS |
| ----------------- | -- | ---- | ---- | ----- | -- |
| Dion Nelin        | 2  | 50   | 28   | 1,785 | 6  |
| Marco Zanetti     | 0  | 47   | 28   | 1,678 | 9  |
| Frans van Kuijk   | 2  | 50   | 27   | 1,851 | 5  |
| Frédéric Caudron  | 0  | 47   | 27   | 1,740 | 10 |
| Torbjörn Blomdahl | 2  | 50   | 20   | 2,500 | 9  |
| Semih Saygıner    | 0  | 38   | 20   | 1,900 | 9  |
| Dick Jaspers      | 2  | 50   | 27   | 1,851 | 10 |
| Raymond Ceulemans | 0  | 35   | 27   | 1,296 | 6  |

## Abschlusstabelle
| Platz                      | Name              | MP | Pkte. | Aufn. | GD    | BED   | HS |
| -------------------------- | ----------------- | -- | ----- | ----- | ----- | ----- | -- |
| 1                          | Dick Jaspers      | 13 | 350   | 191   | 1,823 | 2,173 | 10 |
| 2                          | Semih Saygıner    | 9  | 335   | 192   | 1,744 | 2,083 | 10 |
| 3                          | Dion Nelin        | 8  | 302   | 170   | 1,776 | 2,380 | 18 |
| 4                          | Torbjörn Blomdahl | 8  | 291   | 164   | 1,774 | 2,777 | 11 |
| 5                          | Raymond Ceulemans | 8  | 295   | 180   | 1,638 | 2,500 | 10 |
| 6                          | Frédéric Caudron  | 4  | 308   | 182   | 1,692 | 2,000 | 12 |
| 7                          | Marco Zanetti     | 4  | 318   | 193   | 1,647 | 2,272 | 11 |
| 8                          | Frans van Kuijk   | 2  | 284   | 174   | 1,632 | 1,851 | 10 |
| Turnierdurchschnitt: 1,717 |                   |    |       |       |       |       |    |